# Mniszech Hrabia

Mniszech Hrabia

Mniszech Hrabia, Sempiór, Konczyc odm. – polski herb hrabiowski, nadany w Galicji, odmiana herbu Mniszech.

## Opis herbu
Juliusz Karol Ostrowski przytoczył kilka wariantów tego herbu. Opisy zgodnie z klasycznymi regułami blazonowania:
Mniszech Hrabia, Sempiór, Konczyc odm. (Herb według oryginalnego nadania): W polu czerwonym pióropusz strusi z siedmiu piór. Nad tarczą korona hrabiowska, nad którą hełm w koronie z klejnotem, w którym samo godło. Labry: czerwone, podbite srebrem.
Mniszech II (wersja złożona): Tarcza pięciodzielna, w krzyż z polem sercowym, czerwona, w polu I Topór, w polu II Gryf, w polu III Łabędź, w polu IV Gozdawa, w polu V Mniszech.
Mniszech III: Jak powyższy, ale pióra strusie czarne.

## Najwcześniejsze wzmianki
Nadany wraz z tytułem hrabiowskim SRI (hoch- und wohlgeboren, reichsgraf) braciom Józefowi Wandalinowi, Michałowi Jerzemu i Stanisławowi Jerzemu Mniszchom 17 lipca 1783. Podstawą nadania tytułu było tytułowanie hrabiami członków rodziny Mniszchów przez Augusta II i Augusta III, przywiązanie do domu cesarskiego oraz przedstawienie dowodów szlachectwa. Józef Mniszech otrzymał 29 listopada 1784 tytuł marszałka Galicji i Lodomerii, co wiązało się z dodatkami do herbu - dodano górne pole z koronowaną tarczą z herbem prowincji, dwie bordiury oraz buławy z inicjałami I II pod tarczą.

## Herbowni
Jedna rodzina herbownych (herb własny):
reichsgraf Wandalin von Mniszech.